# Francesco Calì
Pour les articles homonymes, voir Cali (homonymie).
Francesco Calì (né le 16 mai 1882 à Riposto, dans la province de Catane en Sicile et mort le 3 septembre 1949 à Gênes) était un footballeur puis entraîneur italien du début du XXe siècle.

## Biographie
Évoluant au poste de défenseur Francesco Calì fut le premier capitaine de l'équipe d'Italie de football, le 15 mai 1910 face à l'équipe de France de football pour une victoire 6 buts à 2. Il connaîtra la même année une seconde et dernière sélection. Auparavant, il avait été international suisse effectuant cinq apparitions sous le maillot de la Nati en 1901. Il fut également arbitre de football. 

## Carrière de joueur
- 1900-1901 : FC Zurich.
- 1901-1902 : Genoa Cricket and Football Club.
- 1902-1910 : Società Ginnastica Andrea Doria

## Parcours d'entraîneur
- 1912, 1914-1915, 1920-1921 : équipe d'Italie de football.